# Pfarrkirche Traunfeld

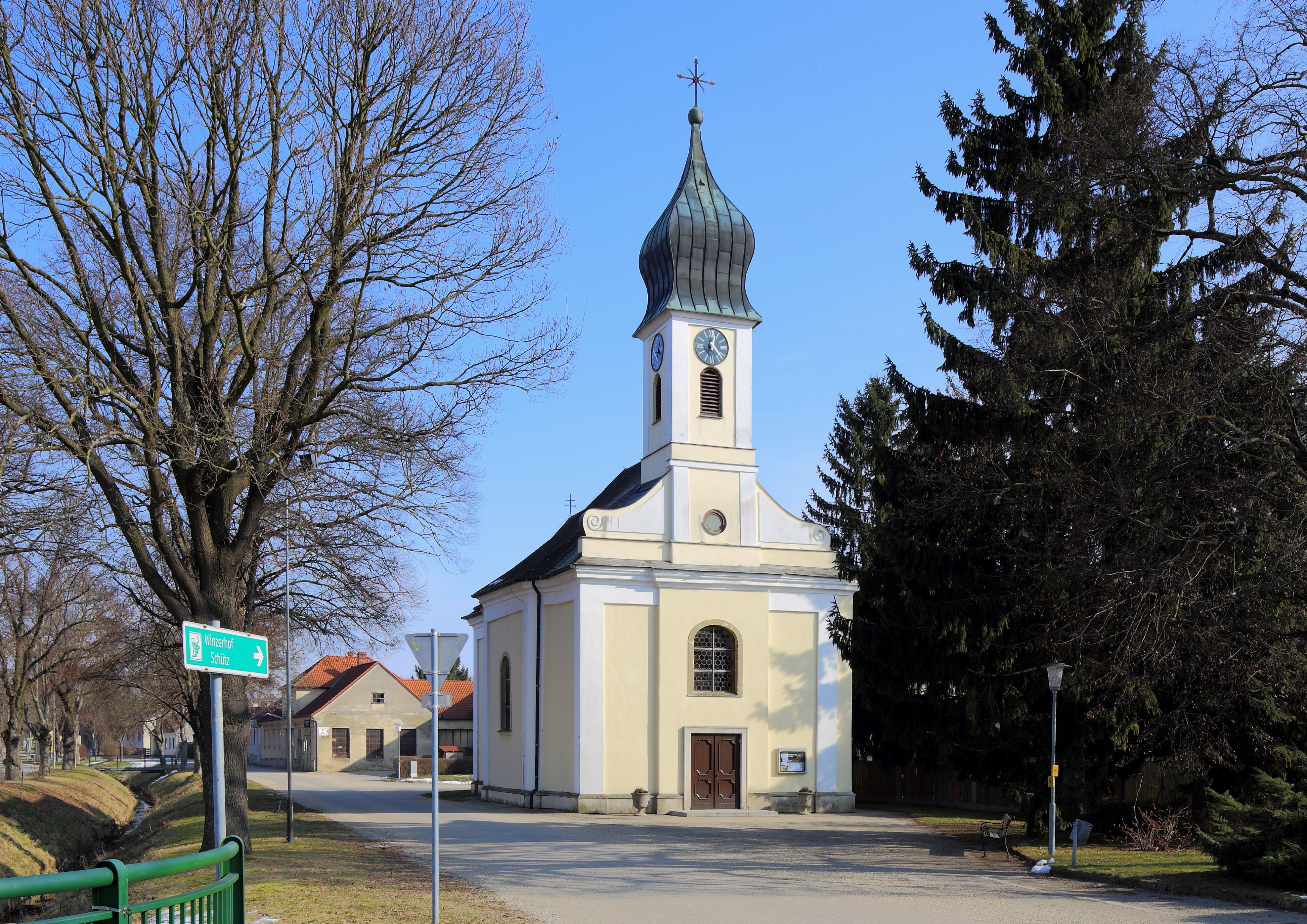
Kath. Pfarrkirche hl. Johannes Nepomuk in Traunfeld

Die römisch-katholische Pfarrkirche Traunfeld steht in der Ortsmitte der Ortschaft Traunfeld in der Gemeinde Hochleithen im Bezirk Mistelbach in Niederösterreich. Sie ist dem heiligen Johannes Nepomuk geweiht und gehört zum Dekanat Wolkersdorf im Vikariat Unter dem Manhartsberg der Erzdiözese Wien. Das Gebäude steht unter Denkmalschutz (Listeneintrag).

## Geschichte
Die Kirche wurde 1797 errichtet. Im Inneren wurde sie 1974, außen 1979 restauriert.

## Architektur
Die Kirche ist ein schlichter, spätbarocker Saalbau mit Rahmengliederung und flachrundem Chorschluss. Über der Westfassade erhebt sich ein Dachreiter mit einem gestreckten Zwiebelhelm zwischen Volutenschmiegen. An den Seitenfronten sind die Mitteltravéen leicht geschwungen vorgezogen. Die Seitenfassaden werden durch Rahmengliederungen unterteilt.
Der Innenraum hat ein Platzlgewölbe.

## Ausstattung

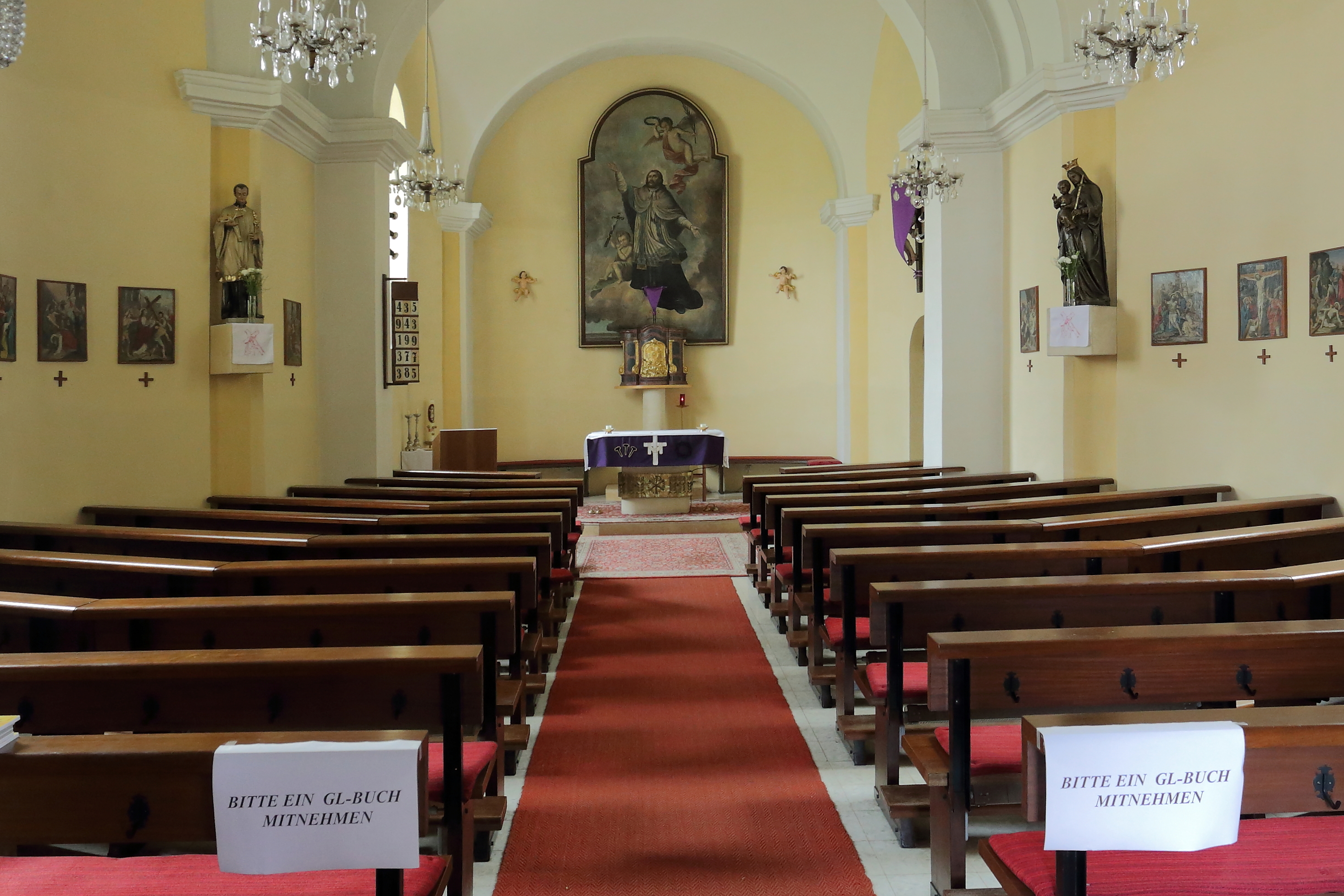
Innenansicht

Das Altarbild zeigt den heiligen Johannes Nepomuk. Das Bild vom Ende des 18. Jahrhunderts wurde in späterer Zeit übermalt. Im Eingangsjoch befinden sich eine Bauinschrift und eine Gedenktafel für den Südtiroler Freiheitskämpfer und Pfarrer Haspinger.

## Orgel
Die Orgel stammt aus dem Jahr 1975 von Rudolf Novak.